# Spodoptera ignobilis
Spodoptera ignobilis är en fjärilsart som beskrevs av Butler 1878. Spodoptera ignobilis ingår i släktet Spodoptera och familjen nattflyn. Inga underarter finns listade i Catalogue of Life.